# Tapieté
Els tapietés (del guaraní: veritables esclaus) són una branca del poble guaraní. Per nomenar-se a si mateixos utilitzen els termes guaraní, ñanaiga i avá. També se'ls coneix com a tapy'y i tirumbaes. Al Paraguai se'ls anomena ñandevas, guasurangos o guasurangues i a l'Argentina i Bolívia: guarayos, yanaiguas o ñanaguas.
Parlen un dialecte conegut com a guaraní-eté, ñanaika o guayurangüe. A causa que difereix poc del guaraní paraguaià, aquest ha estat adoptat per la majoria dels tapietés i el 1970 només quedaven en el Paraguai 33 persones parlaven el dialecte a la reserva de Laguna Negra.
A Bolívia habiten a la província del Gran Chaco del departament de Tarija en el límit amb el Paraguai, a les comunitats de Samuwate o Samayhuate, Cutaiqui i Cercada amb un total de 120 persones aproximadament (70 parlants). A Paraguai són més de 2.000 que viuen en nou comunitats (33 parlants).
Els tapietés de Bolívia i del Paraguai van començar a emigrar cap a la província de Salta a l'Argentina des de 1920 per treballar en enginys sucrers, després de la guerra del Chaco es va accentuar l'emigració cap a l'Argentina, país al que denominen Baporenda, que significa lloc on hi ha feina.
En l'Argentina els tapietés viuen en dues petites comunitats de Salta, una d'elles és el barri Missión Los Tapietés de la ciutat de Tartagal i l'altra és la comunitat de Curvita. L'Enquesta Complementària de Pobles Indígenes (ECPI), de 2004-2005, va indicar que hi ha 484 tapietés a la província de Salta, un centenar dels quals parlen la llengua.
Abans de la guerra del Chaco (1932-1935) habitaven en el sud-est de Bolívia, on subsistien com caçadors-recol·lectors, practicant també l'horticultura i la pesca. Van ser portats presoners pels militars paraguaians i traslladats al Paraguai, des d'on després de la guerra van retornar alguns a les seves terres, uns altres van romandre en el Paraguai i els altres van emigrar cap a l'Argentina.
L'origen no ha estat encara determinat, per a uns són guaranís que separats del tronc comú, es van relacionar amb els tobes i van adquirir algunes de les seves costums, per altres són un poble no guaraní que va ser guaranizat pels chiriguans, hipòtesi que és rebutjada pels tapietés.
L'Enquesta Complementària de Pobles Indígenes (ECPI) 2004-2005, complementària del Cens Nacional de Població, Llars i Habitatges 2001, va donar com a resultat que es reconeixen i/o descendien en primera generació del poble tapieté, 484 persones a la província de Salta. Dels quals 476 resideixen en comunitats. A tot el país es declaraven 524 tapietés, 478 vivint a comunitats.